# Soul Sound
«Soul Sound» es una canción del grupo británico Sugababes lanzado en el Reino Unido el 16 de julio de 2001 como el cuarto y último sencillo del álbum de estudio debut One Touch (2000). Fue escrito por Charlotte Gordon Cumming y producida por Ron Tom, "Soul Sound" es una canción pop con instrumentación de guitarra y bajo. paración con las otras canciones del álbum.
Siobhán Donaghy dejó el grupo poco antes del lanzamiento de este sencillo. Llegó al puesto 30 de UK Singles Chart de Reino Unido. "Soul Sound" fue el primer sencillo de la agrupación que se lanzó en países como Indonesia y Rusia. Finalmente, alcanzó las 200.000 ventas a nivel mundial.

## Vídeo musical
El video musical que acompaña a "Soul Sound" fue dirigido por Max y Dania y filmado en Londres. El video fue incluido en el lanzamiento del CD de "Soul Sound".

## Posicionamiento en listas
| Lista (2001)                         | Máxima posición |
| ------------------------------------ | --------------- |
| UK Singles (Official Charts Company) | 30              |